# ستيفن لانجيل
ستيفن لانجيل (4 مارس 1988 بفور دو فرانس في فرنسا - ) (بالفرنسية: Steeven Langil)‏ هو لاعب كرة قدم فرنسي في مركز الوسط. شارك مع منتخب فرنسا تحت 21 سنة لكرة القدم. أما مع النوادي، فقد لعب مع فاسلاند بيفيرين وليغيا وارسو وموسكرون بيروفيلز ونادي أوكسير ونادي سيدان ونادي غانغون ونادي فالينسيان ونادي كاين ونيم أولمبيك.

## وصلات خارجية
- ستيفن لانجيل على موقع الاتحاد الأوربي (الإنجليزية)
- ستيفن لانجيل على موقع رابطة كرة القدم الفرنسية للمحترفين (الإنجليزية)
- ستيفن لانجيل على موقع قاعدة بيانات كرة القدم.إي يو (الإنجليزية)
- ستيفن لانجيل على موقع ليكيب (الفرنسية)
- ستيفن لانجيل على موقع ناشيونال فوتبول تيمز (الإنجليزية)
- ستيفن لانجيل على موقع Soccerway.com (الإنجليزية)
- ستيفن لانجيل على موقع عالم كرة القدم.نت (الإنجليزية)
- ستيفن لانجيل على موقع AS.com (الإسبانية)